# ПС-3000
ПС-3000 (перенастраиваемая структура) — советская многопроцессорная вычислительная система.

## История
Разработан на НПО «Импульс» (НИИ управляющих вычислительных машин) при участии Института проблем управления (автоматики и телемеханики) Минприбора СССР и АН СССР, выпуском занимался Северодонецкий приборостроительный завод. Ядро группы разработчиков этой суперЭВМ составляли И. В. Прангишвили, В. В. Игнатущенко, Э. А. Трахтенгерц, а генеральным конструктором являлся В. В. Резанов. После завершения разработки в 1982 выпуск этой суперЭВМ проводился с 1984 по 1987 и всего было выпущено 14 комплексов. Разрабатывалась и следующая вычислительная система под названием ПС-3100, которая предназначалась для применения на верхних уровнях управления атомным реактором.

## Параметры
Производительность составляла 3 миллиарда операций в секунду. Работает на основе концепции архитектуры МКМД, с многоканальной памятью.

## Применение
Верхний уровень иерархических систем управления сложными технологическими процессами и производствами, прямое цифровое управление сложными объектами в реальном масштабе времени, моделирование сложных объектов и другие применения.